# Chiesa di San Tommaso (Giuliopoli)
La chiesa di San Tommaso è sita a Giuliopoli, in provincia di Chieti. Si trova nel centro del paese, in piazza Vittorio Emanuele.

## Storia[1]
Fu fondata da Giulio Caracciolo nel 1647 anche se sul portale vi è una data che indica 1651. È stata restaurata di recente.

## Aspetto[1]

### Esterno
Ai lati della facciata, di gusto 
neoclassico, vi sono delle paraste doriche a sezione rettangolare sostenenti un cornicione ed un timpano. Il portale è posto centralmente, sopra di esso vi è un timpano triangolare, più in alto vi è una finestrella circolare. Il campanile è posto a destra della chiesa, esso ha coronamento a torretta in muratura, su di essa vi è un orologio e un fastigio in ferro battuto.

### Interno
L'interno a navata unica  è suddiviso in 2 campate mediante un arco poggiante su paraste addossate sul muro. La volta, a botte, è lunettata e stuccata. L'abside è illuminato da una finestrella ed è affrescata. Anche la volta dell'abside è a botte. I due affreschi absidali, moderni, illustrano la Madonna Immacolata e l'Incredulità di San Tommaso. 
Sul lato destro sono state poste 4 colonne monolitiche del Settecento di origine toscana aggiunte dal conte Odilio negli anni novanta. Tra le varie statue, di scuola leccese, il San Tommaso, il Sacro Cuore e la Madonna Addolorata.